# 陈漫远

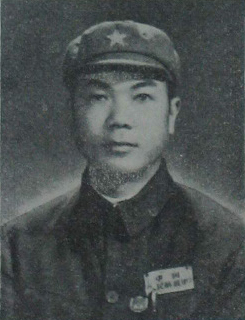

陈漫远（1911年12月—1986年11月22日），原名陈万源，男，广西蒙山人，中国人民解放军军事将领。

## 生平
陈漫远于1926年5月加入中国共产主义青年团，1927年1月转入中国共产党。四一二事变后，身为梧州店员工会党支部书记的陈漫远被捕。1929年6月俞作柏、李明瑞主政广西，释放了被捕的共产党员与政治犯，陈漫远出狱后加入了张云逸的广西警备第四大队。1929年12月参加百色起义，在红七军任连指导员、营政委。1930年进入中央苏区，任红三军团红七军19师56团政委、红七军20师政委，江西军区独立第四师政委、粤赣军区政治部主任等。1934年2月任红一军团红二师政治部主任、红一军团政治部敌工部部长。长征开始后，历任红一方面军教导师政治部主任、军委纵队第一梯队政治部主任等。到达陕北后，担任红十五军团73师政委。
抗日战争期间，历任八路军115师344旅参谋长，晋察冀军区第三军分区司令员等。1940年8月参加了百团大战。1940年底参加中共七大抵达延安。1941年出任中共中央军委作战室主任、军委二局代局长。1942年7月任八路军第一二零师兼晋西北军区司令部参谋处长、副参谋长兼晋西北直属军分区司令员、副参谋长、参谋长等职。国共内战期间，又历任晋绥军区参谋长、代司令员，1948年8月任华北野战军第一兵团参谋长，太原解放后任第十八兵团副司令员兼参谋长。
1949年9月担任中共广西省委副书记、桂林市军管会主任。后又任广西省委第二书记、广西省人民政府第一副主席。1952年7月陶铸调华南分局后，陈漫远实际主持省委、省政府工作。1953年5月代理省委第一书记，广西省代主席，广西军区党委第一书记、第二政委。1956年因广西平乐、荔浦、横县等地发生严重饥荒，他于1957年6月被撤职并派往中央党校学习。1960年出任北京农业大学校长、党委书记。1964年调任农垦部第一副部长兼党组书记、代部长。文化大革命期间，1969年疏散到江西永修县的云山垦殖场农垦部五七干校下放劳动。1976年2月重新回到军队，出任军事科学院顾问。1977年12月23日出任重新组建的解放军后勤学院院长，政委李聚奎。1978年1月6日后勤学院被确定为大军区级，直属军委领导。1978年2月开学。1981年3月不再担任院长，退居二线。1982年9月，中共十二大上当选中共中央顾问委员会委员。1986年在北京逝世。